# Щавно-Здруй
Ща́вно-Здруй (пол. Szczawno-Zdrój, нім. Bad Salzbrunn, Ober Salzbrunn) — курортне місто в південно-західній Польщі, в центральних Судетах.
Належить до Валбжиського повіту Нижньосілезького воєводства.

## Демографія
Демографічна структура станом на 31 березня 2011 року:
|          | Загалом | Допрацездатний вік | Працездатний вік | Постпрацездатний вік |
| -------- | ------- | ------------------ | ---------------- | -------------------- |
| Чоловіки | 2797    | 469                | 1910             | 418                  |
| Жінки    | 3129    | 428                | 1731             | 970                  |
| Разом    | 5926    | 897                | 3641             | 1388                 |